# ティア・レオーニ
ティア・レオーニ（Téa Leoni, 1966年2月25日 - ）は、アメリカ合衆国ニューヨーク州ニューヨーク市生まれの女優。

## 来歴
1966年にニューヨークに生まれる。テキサス州出身の母親とイタリア人とポーランド人の血を引く父親を持つ。尚、父方の祖母も女優であった。
ニューヨークとバーモント州にある高校を経て、サラ・ローレンス大学へ進学するが卒業はしていない。その後は女優として活動を始め、アメリカ版昼ドラマ『サンタバーバラ』でテレビデビュー。ウィル・スミス、マーティン・ローレンスと共演したアクションコメディー映画『バッドボーイズ』あたりから徐々に名前も知られ始め、大作映画『ディープ・インパクト』で主役を演じて一気に知名度が上がった。その後も順調にキャリアを重ねていく。コメディーセンスを開花させていくつかのシットコムにも出演。コメディエンヌとしての才能を発揮した彼女は、後に『おかしな泥棒 ディック&ジェーン』のリメイク作品『ディック&ジェーン 復讐は最高!』でジム・キャリーと競演し、主役のキャリーと息の合った夫婦を演じてコミカルな演技を披露した。

### 私生活
私生活では、1991年にNeil Joseph Tardio, Jr.と結婚するが4年後に離婚。しばらくした後、『Xファイル』シリーズのモルダー捜査官役で知られるデイヴィッド・ドゥカヴニーと結婚、2018年現在は二児の母親である。2000年には夫が主演する同ドラマに本人役でゲスト出演を果たした。また2004年にドゥカヴニーが監督を務めた『最高のともだち』にも出演している。しかし2008年10月の段階で別居中で、離婚する予定であると発表された が、そのまま離婚には至らず、2009年にはしばしば家族そろって旅行等に出かけているのが目撃されている。同年12月3日には公の場に夫婦そろって現れ、完全に元の鞘に収まったと伝えられた。2011年には再び別居したことが分かっている。2014年、ドゥカヴニーと離婚したことが報じられる。
その後、『マダム・セクレタリー』での共演をきっかけにティモシー・デイリーとの交際をスタート。

## 出演作品

### 映画
- スウィッチ/素敵な彼女? Switch (1991)
- プリティ・リーグ A League of Their Own (1992)
- ワイアット・アープ Wyatt Earp (1994)
- バッドボーイズ Bad Boys (1995)
- アメリカの災難 Flirting with Disaster (1996)
- ディープ・インパクト Deep Impact (1998)
- 天使のくれた時間 The Family Man (2000)
- ジュラシック・パークIII Jurassic Park III (2001)
- さよなら、さよならハリウッド Hollywood Ending (2002)
- 最高のともだち House of D (2004)
- スパングリッシュ 太陽の国から来たママのこと Spanglish (2004)
- ディック&ジェーン 復讐は最高! Fun with Dick and Jane (2005)
- You Kill Me (2007)
- オー!マイ・ゴースト Ghost Town (2008)
- ペントハウス Tower Heist (2011)

### テレビドラマ
- Flying Blind (1992-1993)
- そりゃないぜ!? フレイジャー Frasier (1995)
- The Naked Truth (1995)
- マダム・セクレタリー Madam Secretary (2014-2019)